# Pražský manifest (1944)
Pražský manifest (rusky Пра́жский манифе́ст; Манифест КОНР) byl programový dokument vyhlášený na ustavujícím zasedání Výboru pro osvobození národů Ruska (KONR, Komitét osvobození národů Ruska) konaném 14. listopadu 1944 v Praze. Ideový základ dokumentu tvořily předrevoluční ruské politické tradice, myšlenky obou revolucí z roku 1917 (únorová i říjnová), některé prvky socialismu a nestalinského komunismu. 

## Příprava a historie
Jako první krok k ustavení Vlasovova hnutí byl dopis německému velení z 3. srpna 1942, který podepsal spolu s Bojarským. Dokument obsahoval návrh na vytvoření jednotného centra pro formování armády z ruských válečných zajatců z řad Rudé armády. Pražský manifest byl také inspirován Smolenským provoláním z 27. prosince 1942. 
Po atentátu na Hitlera přešlo řízení ruského osvobozeneckého hnutí pod SS. Dne 16. září 1944 se Vlasov setkal s Reichsführerem SS Heinrichem Himmlerem, kdy bylo dojednáno vytvoření protibolševického centra oficiálně uznaného Německem a jeho ozbrojenými silami. Dokument připravovali Malyškin, Truchin, Zakutnij a Zajcev. Himmler chtěl Manifest doplnit o body boje proti USA a Velké Británii. Tyto byly přijaty. Další požadovaný bod, boj proti Židům, byl odmítnut. Původní datum vyhlášení bylo plánováno na výročí říjnové revoluce 7. listopadu 1944, ale nakonec byl stanoven 14. listopad 1944. Ohledně místa konání byla vedena debata, zda by manifest neměl být vyhlášen v Dabendorfu. Ale z hlediska politické symboliky nebylo vhodné vyhlašovat osvobození ze zajateckého tábora. Vlasov osobně navrhl Prahu, protože chtěl, aby se akce konala na slovanské půdě. Dne 12. listopadu 1944 bylo v Dabendorfu dokončeno znění manifestu. Výzvu k bílé emigraci Vlasov přislíbil zpracovat později. Organizaci vyhlášení manifestu v Praze převzala SS.

## Výsledné znění manifestu
Jako hlavní cíle Výboru Pražský manifest stanovil:
- svržení stalinské tyranie, osvobození národů Ruska od bolševického systému a navrácení práv, která si národy Ruska vybojovaly v lidové revoluci roku 1917,
- přerušení války a uzavření čestného míru s Německem,
- vznik nové svobodné národní státnosti bez bolševiků a vykořisťovatelů.

Manifest vyhlásil následujících 14 zásad (tučně jsou označeny shody se Smolenským provoláním):

1. Rovnost všech národů Ruska a jejich skutečné  právo na národní rozvoj, sebeurčení a státní nezávislost.
2. Ustavení národního systému práce, ve kterém jsou všechny zájmy státu podřízeny úkolům pozvednout blahobyt a rozvoj národa.
3. Udržování míru a navazování přátelských vztahů se všemi zeměmi a všestranný rozvoj mezinárodní spolupráce.
4. Široká vládní opatření k posílení rodiny a manželství. Skutečná rovnost žen.
5. Odstranění nucené práce a poskytnutí skutečného práva pracovníka na práci, která vytváří jeho materiální blahobyt, stanovení mezd pro všechny druhy práce ve výši, která zajistí důstojnou životní úroveň.
6. Likvidace kolchozů a systematický převod půdy do soukromého vlastnictví rolníkům.  Svoboda forem využívání a vlastnictví půdy. Bezplatné používání produktů vlastní práce, zrušení nucených dodávek a odstranění dluhových závazků vůči sovětské vládě.
7. Zřízení nedotknutelného soukromého pracovního majetku. Obnovení obchodu, řemesel, malovýroby a poskytnutí příležitosti soukromé iniciativě podílet se na hospodářském životě země. 
8. Poskytnout inteligenci příležitost svobodně tvořit ve prospěch svého lidu. 
9. Zajištění sociální spravedlnosti a ochrany pracovníků před veškerým vykořisťováním bez ohledu na jejich původ a minulé aktivity.
10. Zavedení skutečného práva na bezplatné vzdělání, lékařskou péči, odpočinek a zabezpečení na stáří pro všechny bez výjimky.
11. Zničení režimu teroru a násilí. Eliminace nucených relokací a masového exilu. Zavedení skutečné svobody vyznání, svědomí, projevu, shromažďování a tisku. Záruka nedotknutelnosti osoby, majetku a obydlí. Rovnost všech před zákonem, nezávislost a transparentnost soudu.
12. Propuštění politických vězňů bolševismu a návrat všech těch, kteří byli vystaveni represím za boj proti bolševismu, z věznic a táborů do jejich vlasti. Žádná pomsta nebo perzekuce těch, kteří zastavili boj za Stalina a bolševismus, bez ohledu na to, zda jej vedli z přesvědčení nebo z donucení.
13. Obnova národního dědictví zničeného za války - města, vesnice a továrny na náklady státu. 
14. Státní podpora válečných invalidů a jejich rodin.

Výbor pro osvobození národů Ruska

## Signatáři
Manifest byl vyhlášen 14. listopadu 1944 na zasedání KONR, konaném ve Španělském sále Pražského hradu. Pod Pražským manifestem jsou podepsáni:
- Předseda Komitétu pro osvobození národů Ruska generálporučík Andrej Andrejevič Vlasov
- Členové Komitétu: generálporučík F. Abramov, sociální aktivista G. Aleksejev, profesor S. Andrejev, profesor G. Anufrijev, generálporučík E. Balabin, sociální aktivista Šamba Balinov, profesor F. Bogatirčuk, umělec S. Volchovskij, plukovník B. Bojarský, dělník K. Gordijenko, podplukovník A. Džapanov, generálporučík G. Žilenkov, generálmajor D. Zakutnij, kapitán D. Zyzablitskij, sociální aktivista Ju. Žerebkov, plukovník Buňačenko, plukovník  M. Meandrov, A. Zajcev, profesor A. Karpinskij, profesor N. Kovalev, novinář A. Lisovskij, generálmajor V. F. Malyškin, praporčík I. Mamedov, profesor I. Moskvitinov, spisovatel Y. Muzičenko, dělník N. Podlzanik, profesor S. Rudněv, podporučík G. Saakyjan, E. Tenzorov, generálmajor F. Truchin, profesor A. Cagol, rolník H. Cimbal, kapitán I. Čanuch, Dr. Ibrahim Čulik, sociální aktivista F. Shlippe, F. Januševský
- Kandidáti Komitétu: poručík V. Dubovex, dělník V. Jegorov, novinář A. Kazancev, inženýr P. Kumin, sociální aktivista L. Levický, dělník Ju. Rodnij, inženýr P. Semenov, profesor L. Smirnov, profesor V. Stalmakov, profesor V. Tatarinov, major I. Telnikov, vojín A. Šeglov

Úryvky z projevu generála Vlasova na vyhlášení Manifestu:
| „                                                    | Více než čtvrt století bojovaly národy Ruska proti nenáviděné diktatuře bolševismu. Ale tento boj byl neúspěšný jen proto, že síly národů Ruska byly rozptýleny a jejich revoluční akce zůstaly bez vedení. Nebyly vedeny těmi, kteří by plně vyjádřili aspirace lidu. Teprve válka umožnila vedoucím silám národů Ruska vymanit se z pod jha stalinské tyranie a nalézt podmínky, které je ochrání před bolševickým terorem. Což umožnilo vykonat obrovskou práci na sjednocení protibolševických sil... Hovoříme o pokračování boje proti bolševismu a jeho vítězném završení. Je nám jasné, že tento boj ještě není rozhodnut aktuálním rozestavením armád. Navzdory postupu Rudé armády je nyní situace pro svržení bolševismu příznivější než před dvěma lety. Umělé vlastenecké šílenství způsobené bolševickou propagandou pomine a lidé začnou vidět zločinné cíle války... Rozptýlení a neshody mezi protibolševickými silami neposílí naše postavení jako nepřítele bolševismu, ale oslabí společnou frontu boje proti Stalinovi. Nejdůležitější podmínkou našeho úspěšného boje proti bolševismu je proto vytvoření centra schopného sjednotit všechny protibolševické síly, které mohou koordinovat a řídit akce všech sil proti jejich společnému nepříteli – bolševismu... Výbor pro osvobození národů Ruska je povolán, aby vedl velké hnutí národů Ruska s cílem svrhnout Stalinovu tyranii a získat trvalý mír, svobodu a prosperitu. V zájmu záchrany vlasti jsme souhlasili s čestným spojenectvím s Německem. Chápeme, že pomoc, kterou nám německý lid poskytuje, je dnes naší jedinou skutečnou příležitostí zorganizovat ozbrojený boj proti bolševismu... Dnes můžeme ujistit Führera a celý německý lid, že v jejich těžkém boji proti nejhoršímu nepříteli všech národů – bolševismu, jsou národy Ruska jejich věrnými spojenci a nikdy nesloží zbraně, ale půjdou s nimi bok po boku až do úplného vítězství! | “ |
| — A. A. Vlasov projev ze 14. listopadu 1944 v Praze. | |   |

## Význam
Vydání manifestu v Praze bylo oficiálním uznáním KONR jako politické síly a spojence Třetí říše. To znamenalo silný impuls pro rozvoj ozbrojených sil Výboru – Ruské osvobozenecké armády, která byla dosud v této formě pouze na papíře. Byla vytvořena 1. divize ROA pod vedením Buňačenka, 2. divize ROA pod vedením Zvěreva a byla připravována 3. divize ROA pod vedením Bojarského. Velké ruské formace, které již existovaly v rámci Wehrmachtu a Zbraní SS, změnily svůj politický status. Dále se připojil Ruský ochranný sbor, 15. kozácký jezdecký sbor s velitelem Kononovem a formálně také Kozácký stan. P. N. Krasnov připojení kozáků k Vlasovovi odmítal a obvinil Vlasova, že chce Rusko dát do moci Židů. K Vlasovovi se také odmítla přidat 1. ruská národní armáda pod velením Smyslovského.
Vlasov byl Hitlerem potvrzen jako vrchní velitel vojsk Výboru. Německo poskytlo KONR půjčku na výzbroj, což lze považovat za jeho uznání jako vlády státu. Při přehlídce vojsk 10. února 1945 v Münsingenu byla vztyčena vedle říšské také ruská bílo-modro-červená vlajka.
Pražský manifest vyvolal velký ohlas mezi bývalými sovětskými občany, kteří byli na území kontrolovaném Třetí říší. Mnoho lidí žádalo o propuštění z táborů, přijetí do osvobozenecké armády a stěžovalo si na nelidské zacházení ze strany německých úřadů.
Císařské Japonsko ústy svého velvyslance Hiroši Ošimiho vyjádřilo nespokojenost s povolením činnosti KONR, neboť se snažilo držet se SSSR neutrální vztah a nemělo zájem na výměně stalinského režimu.
Dne 18. listopadu 1944 po vyhlášení Pražského manifestu vzniklo Shromáždění národů zotročených Ruskem, které zahrnovalo představitele národů žijících na území SSSR. Jednalo se o Kavkazany, národnosti Krymu, Turkestánu, Ukrajiny, Běloruska a další. K tomu se Vlasov vyjádřil v rozhovoru pro německé noviny Völkischer Beobachter následně: 
| „                                                                 | Hnutí vedené KONR vyjadřuje především národně osvobozenecké aspirace. Je zaměřena na ochranu národnostních práv všech národů, zachování jejich identity a zničení destruktivního internacionalismu. Manifest podepsaný v Praze uznává právo každého národa na samostatný rozvoj a státní nezávislost. | “ |
| — A. A. Vlasov, rozhovor pro Völkischer Beobachter, listopad 1944 | |   |

Pražský manifest měl vlasovskému hnutí sloužit jako základ pro jednání se západními spojenci s ohledem na nevyhnutelnou porážku Německa. Dne 19. dubna 1945 bylo rozhodnuto o navázání kontaktu s americkým velením. Američané zástupce KONR nepřijali a v některých případech je internovali v souladu se závěry Jaltské konference.
V prvních poválečných letech se Antikomunistické centrum pro osvobozenecké hnutí národů Ruska snažilo sjednotit emigraci „druhé vlny“. Deklarace jím přijatá z 22. srpna 1948 prohlašovala organizaci za nadstranické politické centrum osvobozeneckého hnutí, které zakládá veškerou svou činnost na 14 bodech Manifestu z roku 1944. Organizace se považovala za ideového dědice vlasovského období osvobozeneckého hnutí a přímého nástupce KONR. Jeho význam byl však minimální.